# Biografielijst Om

## Oma
- Eugene Omalla (2000), Oegandees-Nederlands atleet
- Seán Patrick O'Malley (1944), Amerikaans geestelijke en kardinaal van de Rooms-katholieke kerk
- Samia Yusuf Omar (1991-2012), Somalisch atlete

## Omb
- Ewald Ombre (1941-2024), Surinaams rechter

## Ome
- Rafał Omelko (1989), Pools atleet
- Vladyslav Omeltsjenko (1975), Oekraïens darter
- Tom Omey (1975), Belgisch atleet

## Omi
- Hiromi Ominami (1975), Japans atlete
- Takami Ominami (1975), Japans atlete

## Oml
- Laura Omloop (1999), Belgisch zangeres

## Omm
- Henk van Ommeren (1896-1996), Surinaams medicus en politicus

## Omt
- Pieter Omtzigt (1974), Nederlands politicus

## Omu
- Ferdinand Omurwa (1996), Keniaans atleet

## Omw
- Beatrice Omwanza (1974), Keniaans atlete
- Charles Omwoyo (1962), Keniaans atleet